# Eleccions legislatives estonianes de 1932
Les eleccions legislatives estonianes de 1932 se celebraren el 24 i el 23 de maig de 1932 per a escollir els 100 membres del Riigikogu. Les forces agràries foren les més votades i Jaan Teemant fou nomenat primer ministre d'Estònia, però dos anys més tard, a causa de la crisi política viscuda i amb l'excusa de combatre el Vaps, el president Konstantin Päts imposà una nova constitució i donà un cop d'estat.

## Resultats
| Partit                          | Partit                                          | Vots    | %      | Escons   | +/– |
| ------------------------------- | ----------------------------------------------- | ------- | ------ | -------- | --- |
|                                 | Unió de Colons i Petits Propietaris             | 199.035 | 39,77  | 42 / 100 | 4   |
|                                 | Partit del Centre Nacional                      | 110.662 | 22,11  | 23 / 100 | 3   |
|                                 | Partit Socialista dels Treballadors d'Estònia   | 104.835 | 20,95  | 22 / 100 | 3   |
|                                 | Treballadors d'Esquerres                        | 25.966  | 5,19   | 5 / 100  | 1   |
|                                 | Unió Nacional Russa                             | 25.246  | 5,04   | 5 / 100  | 3   |
|                                 | Partit Germano-Bàltic–Lliga Popular Sueca       | 15.527  | 3,10   | 3 / 100  | =   |
|                                 | Unió Nacional del Treball                       | 9.597   | 1,92   | 0 / 100  | Nou |
|                                 | Treballadors i Camperols Socialistes-Partit Rus | 5.191   | 1,04   | 0 / 100  | Nou |
|                                 | Associació de Camperols                         | 4.453   | 0,89   | 0 / 100  | Nou |
| Total                           | Total                                           | 500.512 | 100,00 | 100      | =   |
|                                 |                                                 |         |        |          |     |
| Vots vàlids                     | Vots vàlids                                     | 500.512 | 99,33  |          |     |
| Vots invàlids/ en blanc         | Vots invàlids/ en blanc                         | 3.388   | 0,67   |          |     |
| Vots totals                     | Vots totals                                     | 503.900 | 100,00 |          |     |
| Votants registrats/participació | Votants registrats/participació                 | 747.528 | 67,41  |          |     |
| Font: Nohlen & Stöver           |                                                 |         |        |          |     |